# Beau Is Afraid
Beau Is Afraid (dt.: „Beau hat Angst“) ist ein kanadisch-US-amerikanischer Spielfilm von Ari Aster aus dem Jahr 2023. Die schwarze Komödie stellt den Sohn (dargestellt von Joaquin Phoenix) einer mächtigen Unternehmerin in den Mittelpunkt.
Der Film lief am 14. April 2023 in den US-amerikanischen Kinos an. Eine Kinoveröffentlichung in Deutschland erfolgte am 11. Mai 2023.

## Handlung
Ein Mann mittleren Alters, Beau, begibt sich auf eine kafkaeske Reise, nachdem er vom Tod seiner Mutter erfahren hat. Er erhält Informationen über ihre ungewöhnlichen Todesumstände und macht eine alarmierende Entdeckung über seine Vergangenheit.

## Entstehungsgeschichte

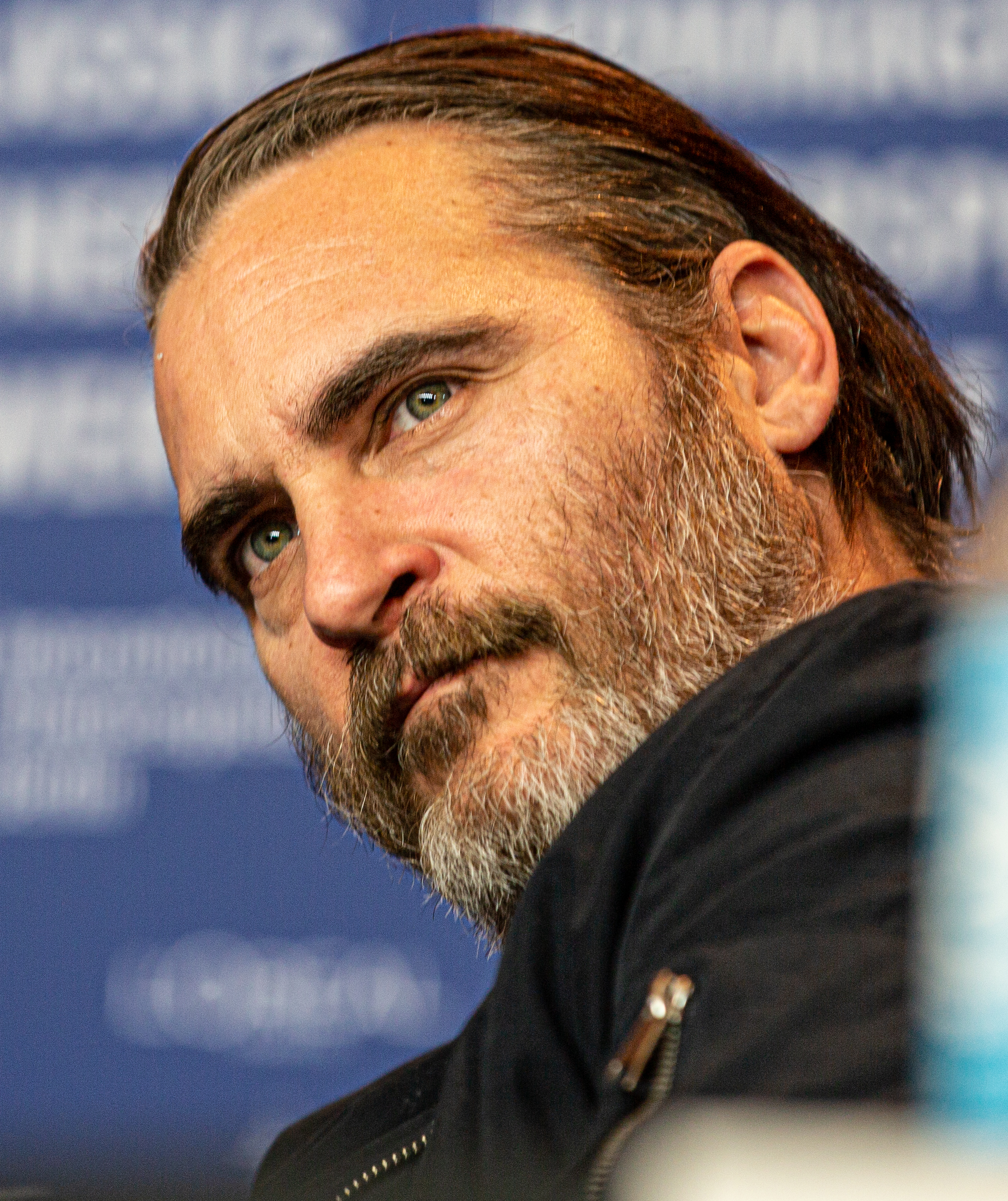
Joaquin Phoenix (2018) übernahm die Hauptrolle

Beau Is Afraid (Arbeitstitel: Disappointment Blvd. und Mona’s Choice) ist der dritte Spielfilm des US-amerikanischen Regisseurs Ari Aster, der auch das Drehbuch verfasste. Im Februar 2021 wurde offiziell bekannt, dass er an dem Film arbeitet und den Schauspieler Joaquin Phoenix für die Hauptrolle verpflichtet hat. Zuvor hatte es bereits Spekulationen über eine mögliche Zusammenarbeit gegeben. In einem frühen Drehbuchstadium Anfang Juni 2020 hatte Aster das Projekt als vierstündige „Albtraumkomödie“ beschrieben, die einen Zeitraum von 17 Jahren umfassen sollte. Zum weiteren Schauspielensemble gehören Parker Posey, Stephen McKinley Henderson, Denis Ménochet, Hayley Squires, Michael Gandolfini, Zoe Lister-Jones, Nathan Lane, Patti LuPone, Amy Ryan und Kylie Rogers. Mit allen Darstellern arbeitet Aster das erste Mal zusammen.
Die Dreharbeiten fanden ab Ende Juli 2021 in den MELS-Filmstudios im kanadischen Montreal statt und gingen bis folgenden Herbst. Ein Außendreh mit Joaquin Phoenix fand u. a. in der Saint Catherine Street in der Innenstadt von Montreal statt, die an New York erinnern sollte. Boulevardmedien bemerkten, dass Phoenix für seine Rolle an Gewicht zugenommen hätte und graue Haare trug, um älter zu wirken. Zwischen ihm und Aster soll ein hervorragendes Arbeitsklima geherrscht haben. Auch vertraute der Regisseur auf seinen langjährigen Kameramann Pawel Pogorzelski und Filmeditor Lucian Johnston.
Aster produzierte den Film mit seinem Geschäftspartner Lars Knudsen und ihrer Firma Square Peg gemeinsam mit der Filmgesellschaft A24. A24 hatte auch Asters vorangegangene Horrorstreifen Hereditary – Das Vermächtnis (2018) und Midsommar (2019) produziert. Im Mai 2022 wurde in Branchenkreisen verlautbart, dass Aster Beau Is Afraid in einer dreieinhalbstündigen Fassung in die Kinos bringen wolle. A24 bestehe dagegen auf eine kürzere Schnittfassung. Ende Juni 2022 gab Aster in einem Interview an, dass keine finale Schnittfassung vorliege und er noch am Ton und an den visuellen Effekten arbeiten müsse. Er bezweifelte, Beau Is Afraid rechtzeitig für eine Festivalpremiere im September 2022 fertigstellen zu können. Gleichzeitig soll es sich um die bislang größte Filmproduktion von A24 handeln.
Im Juli 2022 gab Nebendarsteller Nathan Lane bekannt, dass sich der Titel des Films ändern werde. Auch habe er Teile des Films mit Aster gesehen. „[…] was ich sah, sah ziemlich interessant, lustig und beängstigend aus. Es ist ein einzigartiges Projekt. Es ist, als hätte er [Aster] ein ganz neues Genre erfunden, und alles wird von Joaquin Phoenix getragen, der einfach außergewöhnlich ist“, so Lane.
Im Dezember 2022 präsentierte A24 ein erstes Filmplakat und kündigte eine Umbenennung des Films von Disappointment Blvd. in Beau Is Afraid an. Einen ähnlichen Titel hatte Aster bereits 2011 für seinen 7-minütigen Kurzfilm Beau verwendet, der von der Handlung her Parallelen zu Beau Is Afraid aufweist. Mit der Veröffentlichung eines Trailers am 10. Januar 2023 wurde der US-amerikanische Starttermin auf den 21. April 2023 datiert. In Deutschland wurde der Film am 11. Mai 2023 über Leonine in die Kinos gebracht.
Für das Unternehmen A24 war Beau Is Afraid die bis dahin teuerste Produktion. Die Produktionskosten wurden mit 32 Mio. US-Dollar angegeben. Im Jahr 2024 wurde dies von Alex Garlands Civil War (75 Mio. US-Dollar) übertroffen.

## Rezeption

### Veröffentlichung
Noch vor Bekanntgabe eines Kinostarts wurde Beau Is Afraid von amerikanischen Branchendiensten zu den möglichen Höhepunkten des Kinojahres 2022 gezählt und als Kandidat für die Oscarverleihung 2023 gehandelt. Ende Juni 2022 wurde bekannt, dass der Film erst im Jahr 2023 in die Kinos kommen soll. Anfang Januar 2023 wurde eine Veröffentlichung für den folgenden April in Aussicht gestellt, nachdem die Produktion noch als Beitrag für das 76. Filmfestival von Cannes im Mai gehandelt worden war. Ende März 2023 wurde bekannt, dass der ursprüngliche limitierte Kinostart in den USA vom 21. auf den 14. April 2023 vorverlegt wurde. Landesweit soll der Film dort eine Woche später zu sehen sein. In Deutschland war Beau Is Afraid ab dem 11. Mai 2023 zu sehen. Am 1. April 2023 fand die Uraufführung vor Publikum und Fachpresse im Beisein der Schauspielerin Emma Stone im Kino Downtown Brooklyn der Kette Alamo Drafthouse Cinema statt. Die Vorstellung war als Aprilscherz von A24 konzipiert und vorab als Director’s Cut von Asters vorherigem Werk Midsommar (2019) angekündigt worden.

### Kritiken
Auf der Website Rotten Tomatoes erreicht Beau Is Afraid eine Weiterempfehlungsrate von 67 Prozent, basierend auf mehr als 250 englischsprachigen Kritiken und einer Durchschnittswertung von 6,8 von 10 Punkten. Vom Publikum wurde das Werk etwas besser bewertet. Das Fazit der Seite lautet: „Beau Is Afraid ist so überladen, dass die Grenze zwischen Selbstgeißelung und Zügellosigkeit verwischt wird, aber Ari Asters Bravour und Joaquin Phoenix’ schiere Hingabe verleihen dieser neurotischen Odyssee unbestreitbare Kraft“. Auf der Website Metacritic erreicht der Film eine Bewertung von 70 Prozent, basierend auf mehr als 20 ausgewerteten englischsprachigen Kritiken. Dies entspricht allgemein positiven Bewertungen („generally favorable reviews“). Damit fiel das Echo der Filmkritik etwas schwächer aus als bei Asters vorangegangenen beiden Spielfilmen.
Beim Online-Portal Filmdienst schrieb Adrian Gmelch, Beau Is Afraid sei „ein drei Stunden langes, gigantisches neurotisches Albtraum-Spektakel des 21. Jahrhunderts, das zum Symptom unserer Zeit“ werde. Weiter meinte er, dass der Film gemeinsam mit Hereditary und Midsommar eine Trilogie der Angstzustände forme. Es gehe stets „um ein ständiges Unbehagen, das die Protagonisten auf Schritt und Tritt“ verfolge.

### Auszeichnungen
Beau Is Afraid wurde im Jahr 2023 für mehrere Filmpreise nominiert. Bei den Golden Trailer Awards folgte eine Nominierung für den Trailer Beyond (Kategorie: Originellster Trailer). Bei Vergabe der Hollywood Critics Association Midseason Awards, die das Filmschaffen von im ersten Halbjahr veröffentlichten Kinoproduktionen ehrt, wurden Joaquin Phoenix als bester Hauptdarsteller und Patti LuPone als beste Nebendarstellerin nominiert. Sie hatten jeweils gegenüber Matt Damon und Viola Davis (Air: Der große Wurf) das Nachsehen. Bei den Golden Globe Awards 2023 folgte eine Nominierung für Hauptdarsteller Joaquin Phoenix.